# László Sternberg
Pour les articles homonymes, voir Sternberg.
László Sternberg, né le 28 mai 1905 et mort le 4 juillet 1982, était un joueur de football et entraîneur hongrois, qui évoluait au poste de défenseur.

## Biographie

### Joueur
Sternberg commence sa carrière dans le championnat de Hongrie avant de partir pour l'Italie où il joue d'abord à l'US Novese entre 1925 et 1926, avant de partir pour une saison à l'Andrea Doria. Il retourne ensuite au pays pour évoluer à l'Újpest FC de 1927 à 1936 (sauf entre 1928 et 1932 où il part jouer aux États-Unis à l'Hakoah). En 1936, il part finir sa carrière pour une saison en France au Red Star FC, club de la région parisienne.

### Entraîneur
Après sa retraite, il devient l'entraîneur de son ancien club de l'Újpest FC de 1937 à 1938.